# The Platinum Collection Novi fosili
The Platinum Collection Novi fosili je kompilacija hitova sastava Novi fosili.

## Popis pjesama
1. "Sanjaj me" - 3:57
2. "Za dobra stara vremena" - 3:55
3. "Diridonda" - 3:05
4. "Mario" - 3:18
5. "Da te ne volim" - 3:02
6. "Ako se rastanemo" - 3:43
7. "Reci mi tiho, tiho" - 3:52
8. "Ja sam za ples" - 2:23
9. "Čuješ li me jel' ti drago" - 3:28
10. "Dijete sreće" - 3:49
11. "Šuti moj dječače plavi" - 3:17
12. "Znam" - 4:32
13. "Tako je malo riječi palo" - 3:23
14. "Dobre djevojke" - 3:27
15. "Najdraže moje" - 3:36
16. "Ne, ne može mi ništa" - 3:32
17. "Plava košulja" - 3:49
18. "Sedam dugih godina" - 3:59
19. "Saša" - 4:12
20. "Nebeske kočije" - 3:19
21. "Ja sam šef" - 2:44
22. "Ljubav koja nema kraj" - 4:12
23. "Tonka" - 3:28
24. "Zovem te" - 4:06
25. "Ključ je ispod otirača" - 4:15
26. "Dunjo mirisna" - 3:16
27. "Sanja" - 2:58
28. "Sanjala sam" - 3:58
29. "Šta se smiješ, klipane" - 3:01
30. "Bu-bu-a-bu" - 2:54
31. "Samo mi se javi" - 3:56
32. "Djeca ljubavi" - 3:44
33. "Majčine oči" - 4:27
34. "Kad budemo ja i ti 63" - 3:06
35. "Milena" - 3:45
36. "Popraviti prošlost nije lako" - 4:32
37. "Bilo mi je prvi put" - 3:22
38. "Bijele suze" - 4:02
39. "Šu, šu" - 3:29
40. "Jesen je" - 3:34
41. "Moj prijatelj Anu ljubi" - 3:24
42. "Pjevaju šume" - 5:29
43. "Još te volim" - 3:24